# 太守第
太守第，位于中国江西省抚州市南丰县琴城镇古城府官巷，与毗邻的“转角巷张氏大夫第”、“分转第”，同为清道光年间广东韶州知府张希京所建。太守第紧邻二铭轩，占地面积约1100平米，前后三进。

## 保护
2018年3月9日，太守第等琴城古建筑公布为第六批江西省文物保护单位，编号6-3-061。